# Rasbo tingslag
Rasbo tingslag var ett tingslag i Uppsala län och i Uppsala läns mellersta domsaga. 
Tingslaget bildades 1680 och upphörde 1 januari 1904 då den uppgick i Tiunda tingslag.

## Ingående områden
Tingslaget omfattade Rasbo härad.